# Kurso de Esperanto

|-
Kurso de Esperanto é um software de aprendizado com 12 unidades para o esperanto. O curso é especialmente dedicado a iniciantes que conhecerão o básico do esperanto em duas semanas.
O software usa testes de audição para todas as palavras, para treino de pronúncia e compreensão auditiva. O usuário pode gravar suas tentativas pelo microfone e compará-las com o exemplo. Os exemplos de sons incluem músicas.
No final de cada unidade, e para certificação de todo o curso de esperanto, o usuário pode passar por um exame e utilizar uma ferramenta deste curso: os testes podem ser dados para os líderes do curso para serem corrigidos de graça. Esta correção é feita por voluntários do movimento esperanto.
Kurso de Esperanto é baseado em um curso de 10 horas desenvolvido pela Sociedade de Esperanto de Quebec e em outros cursos.
O curso funciona tanto com Windows e com numerosas distribuições de Linux. No momento (Fevereiro de 2006) existe a versão 3.0 para Linux e a versão 3.2 para Windows.
O Kurso de Esperanto já existe em mais de 23 línguas. Existem muitos voluntários trabalhando para aumentar este número. O processo de tradução do curso de esperanto é simplificado por um programa chamado tradukilo que tem seu download livre.